# ام‌جی زداس

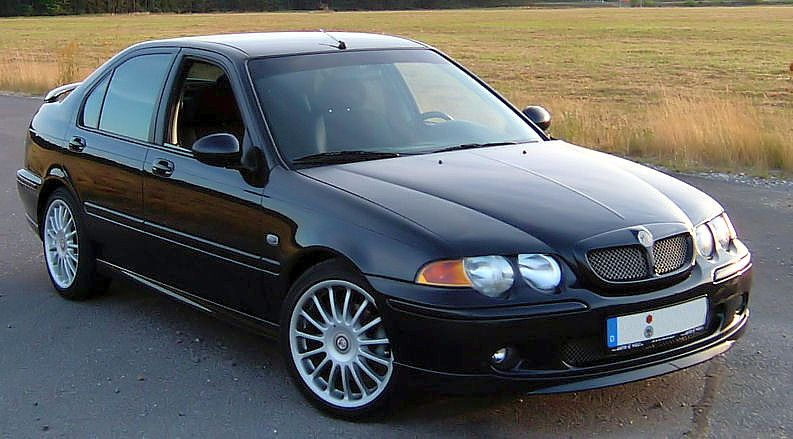

ام‌جی زداس (MG ZS) خودرویی است که در سال‌های ۲۰۰۱ تا ۲۰۰۵تولید شده‌است.